# Elytroleptus luteicollis
Elytroleptus luteicollis là một loài bọ cánh cứng trong họ Cerambycidae.